# XIVe législature de la Troisième République portugaise
25 octobre 2019 - 4 décembre 2021 
(2 ans, 1 mois et 9 jours)
XIIIe législature XVe législature
Palais de São Bento

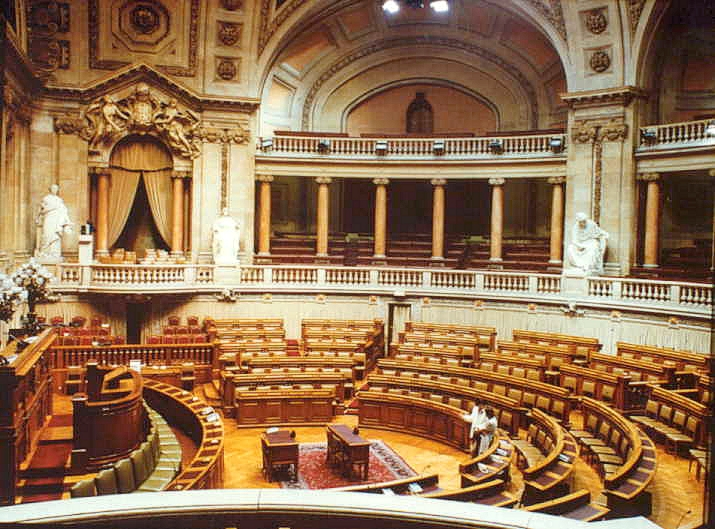
Hémicycle de l'Assemblée de la République portugaise.

La XIVe législature de la IIIe République portugaise (en portugais : XIV Legislatura de Portugal) est un cycle parlementaire de l'Assemblée de la République portugaise, ouverte le 25 octobre 2019 à la suite des élections législatives du 6 octobre.

## Bureau de l'Assemblée
Le président de l'Assemblée de la République est élu pour la durée de la législature, par un vote à la majorité absolue de ses membres entre les candidats disposant des parrainages de 10 % à 20 % du nombre total de députés. Si aucun candidat ne l'emporte au premier tour, un nouveau vote est organisé entre les deux candidats ayant recueilli le plus grand nombre de suffrages. En cas d'échec, la procédure est recommencée.
Le reste du bureau comprend quatre vice-présidents, quatre secrétaires et quatre vice-secrétaires. Les postes de vice-présidents sont réservés aux quatre premiers groupes parlementaires par ordre d'importance ; tout groupe disposant d'au moins 10 % des sièges peut également proposer un secrétaire et un vice-secrétaire. L'élection est acquise à la majorité absolue.
| Poste           | Titulaire | Titulaire                 | Parti   | Circonscription |
| --------------- | --------- | ------------------------- | ------- | --------------- |
| Président       |           | Eduardo Ferro Rodrigues   | PS      | Lisbonne        |
| Vice-président  |           | Edite Estrela             | PS      | Lisbonne        |
| Vice-président  |           | Fernando Negrão (pt)      | PPD/PSD | Setúbal         |
| Vice-président  |           | José Manuel Pureza (pt)   | BE      | Coimbra         |
| Vice-président  |           | António Filipe            | PCP     | Santarém        |
| Secrétaire      |           | Maria da Luz Rosinha (pt) | PS      | Lisbonne        |
| Secrétaire      |           | Duarte Pacheco            | PPD/PSD | Lisbonne        |
| Secrétaire      |           | Nelson Peralta            | BE      | Aveiro          |
| Secrétaire      |           | Ana Mesquita              | PCP     | Porto           |
| Vice-secrétaire |           | Sofia Araújo              | PS      | Setúbal         |
| Vice-secrétaire |           | Diogo Leão                | PS      | Lisbonne        |
| Vice-secrétaire |           | Lina Lopes                | PPD/PSD | Lisbonne        |
| Vice-secrétaire |           | Duarte Pacheco            | PPD/PSD | Aveiro          |

## Groupes parlementaires
Les députés peuvent se constituer en groupe parlementaire, à partir de deux sièges. Le groupe en gras forme le gouvernement.
| Groupe parlementaire | Groupe parlementaire                                            | Groupe parlementaire | Membres   | Président                |
| -------------------- | --------------------------------------------------------------- | -------------------- | --------- | ------------------------ |
|                      | Bloc de gauche Bloco de Esquerda                                | BE                   | 19 / 230  | Pedro Filipe Soares (pt) |
|                      | Parti écologiste « Les Verts » Partido Ecologista « Os Verdes » | PEV                  | 2 / 230   | José Luís Ferreira (pt)  |
|                      | Parti communiste portugais Partido Comunista Português          | PCP                  | 10 / 230  | João Oliveira            |
|                      | Personnes–Animaux–Nature Pessoas–Animais–Natureza               | PAN                  | 4 / 230   | Inês Sousa Real          |
|                      | Parti socialiste Partido Socialista                             | PS                   | 108 / 230 | Ana Catarina Mendes      |
|                      | Parti social-démocrate Partido Social Democrata                 | PPD/PSD              | 79 / 230  | Rui Rio                  |
|                      | CDS – Parti populaire CDS – Partido Popular                     | CDS-PP               | 5 / 230   | Cecília Meireles (pt)    |

## Gouvernement
| Fonction                           | Titulaire | Titulaire               | Parti       | Mandat                    |
| ---------------------------------- | --------- | ----------------------- | ----------- | ------------------------- |
| Président de la République         |           | Marcelo Rebelo de Sousa | Indépendant | Depuis le 9 mars 2016     |
| XXIIe gouvernement constitutionnel |           |                         |             |                           |
| Premier ministre                   |           | António Costa           | PS          | Depuis le 26 octobre 2019 |
| Ministre de la Présidence          |           | Mariana Vieira da Silva | PS          | Depuis le 26 octobre 2019 |